# Payhembury
Payhembury – wieś i civil parish w Anglii, w Devon, w dystrykcie East Devon. W 2011 civil parish liczyła 682 mieszkańców. Payhembury jest wspomniana w Domesday Book (1086) jako Hamberie/Hanberie/Henberie/Hainberia/Hamberia/Hanberia/Hemberia.